# Рихтер, Андрей Андреевич
Андрей Андреевич Рихтер (1911—1950) — энтомолог, колеоптеролог (специалист по жукам-златкам Buprestidae), доктор биологических наук, профессор; старший научный сотрудник Зоологического института АН СССР (РАН).

## Биография
Родился 26 марта 1911 года в Петербурге. Его отец — Андрей Александрович фон Рихтер, потомственный дворянин, надворный советник, приват-доцент Санкт-Петербургского университета, впоследствии действительный член АН СССР (1932), первый директор Института физиологии растений АН СССР (1934—1938). Его мать — Вера Андреевна Власенко (1881—1934), дочь ученого управителя, личного почетного гражданина, врач-микробиолог.
Начальную школу окончил в Перми, в Саратове — школу 2-й ступени в 1927 году. В 1930 году окончил естественное отделение Саратовского университета. После окончания университета Андрей Андреевич был направлен по распределению учителем в Самойловский район Саратовской области и мобилизован на работу по коллективизации. В том же году был зачислен аспирантом Всесоюзного института защиты растений. В нём он работал над вопросами по биологии вредителей леса под руководством профессора В. Н. Старка. По окончании аспирантуры в 1932 году Андрея Рихтера зачислили в аспирантуру Зоологического института, где он работал под руководством проф. А. В. Мартынова.
В 1935 году Рихтер защитил кандидатскую диссертацию «О жилковании надкрылий жуков в связи с их филогенией». Он получил эту степень одним из первых в стране, так как сама процедура и ученые степени были восстановлены только что, в конце 1934 г. В этом же году был назначен старшим научным сотрудником ЗИН. Был в экспедициях в различных местах страны, в
частности, в Приморье, на Дальнем Востоке.
В июле 1938 года был арестован вместе с несколькими другими сотрудниками Зоологического института: Г. П. Адлербергом, Г. У. Линдбергом, А. Н. Рейхардом, А. А. Штакельбергом, Б. К. Штегманом и др. В течение почти целого года следователи НКВД пытались создать групповое дело о шпионаже. В 1939 году, когда Н. И. Ежова сняли с должности наркома внутренних дел, вышел на свободу вместе со своими коллегами (кроме Г. П. Адлерберга) и Андрей Рихтер.
В 1939 году Андрей Андреевич переезжает в Ереван, где начинает работать в формирующемся Зоологическом секторе Армянского филиала АН СССР, который позднее при его участии был переформирован в Зоологический институт АН Армянской ССР. Первым директором института стала его жена М. Е. Тер-Минасян, а сам он был назначен заведующим сектором зоологии беспозвоночных. При его непосредственном участии и под его редакцией в данный период издаются серийные Зоологические сборники и Определители по фауне Армении.
Весной 1941 года был призван в армию «на переподготовку» рядовым. После начала войны был несколько месяцев в окопах на границе с Турцией, считавшейся возможным союзником Германии. Здесь Андрей Андреевич тяжело заболел — после перенесенной малярии у него была выявлена лейкемия. Из-за этого, после окончания лечения в госпитале, он был демобилизован. По возвращении домой Андрей Андреевич продолжил работу в Академии наук, в своем институте. За несколько военных лет он очень много успел сделать, заметно продвинув познание энтомофауны Закавказья и особенно Армении.
в 1945 году Андрей Андреевич защитил докторскую диссертацию по теме описания и разработки систематики богатой видами группы жуков — златок.
14 февраля 1947 года ему было присвоено ученое звание профессора. В конце 1948 года Андрей Рихтер по приглашению директора ЗИНа акад. Е. Н. Павловского вернулся в Ленинград и вновь начал работать в Зоологическом институте АН СССР, теперь в должности заведующего лабораторией жесткокрылых. На ней он проработал до конца своей жизни.
В институте Андрей Андреевич занялся восстановлением лаборатории жесткокрылых, в которой он начинал свою работу еще в тридцатых годах и был одним из активных её сотрудников. Кроме того, он взял на себя еще одно важнейшее дело — составление полного определителя жуков европейской части СССР. Уже в начале 1949 года вышла его монография о златках, где были приведены результаты многолетних исследований, начиная с периода 1934-38 годов. Кроме коллекции Зоологического института, отличавшейся «почти исчерпывающей полнотой», были использованы коллекции Зоологических институтов Армянской и Азербайджанской академий, а также Государственного музея Грузии, Дальневосточной горно-таежной станции АН СССР, некоторые коллекции Зоологического музея Московского и Одесского университетов. Важную роль сыграли и собственные сборы, давшие новый материал, во время экспедиций в Ленинградской области (1934—1937 года), в Приморском крае (1937 год) и в Армении (1935—1944 года).
Со временем лейкемия прогрессировала и вступила в заключительную стадию. Попытки его лечения лучевой терапией не дали заметного улучшения. В августе 1949 года в клинике Военно-медицинской академии в Ленинграде его пытались лечить, применяя переливание эритроцитной массы. Несмотря на болезнь, он продолжал работать дома и в институте.
Скончался от лейкемии 22 июня 1950 года в возрасте 39 лет дома в Ленинграде. Похоронен на Богословском кладбище.

## Семья
Был дважды женат.
- Первая жена — Людмила Владимировна Тяпкина (14 июня 1908 — 4 января 1983), отличник здравоохранения СССР.
  - Сын — Яков Андреевич Рихтер (26.07.1931 — 26.10.2021), доктор геолого-минералогических наук, профессор;
  - Сын — Александр Андреевич Рихтер (р. 5 июля 1934), радиофизик-инженер в авиационно-космической отрасли.
- Вторая жена — Маргарита Ервандовна Тер-Минасян (16 мая 1910 — 9 апрель 1995) — доктор биологических наук, колеоптеролог.
  - Дочь — Вера Андреевна Рихтер (1936—2015) — энтомолог, доктор биологических наук, профессор;
  - Дочь — Наталия Андреевна Рихтер (1945—2001) — доктор филологических наук, её супруг — Александр Григорьевич Козинцев.

## Публикации
Опубликовал более 30 научных работ, из которых особенно большое значение имеют его работы по жилкованию надкрылий жуков и жукам-златкам.
Он составил научно-популярные очерки по ядовитым змеям и скорпионам Армении. В 1945 году защищает докторскую диссертацию по монографическому исследованию жуков-златок, ставших для него основной исследуемой группой. Первый выпуск посвященный жукам-златкам в издании «Фауна СССР» (Жесткокрылые, том 13, выпуск 2) был опубликован в 1949 году, второй (Жесткокрылые, том 13, выпуск 4) вышел в свет в 1952 году.
Наиболее важные публикации:
- А. А. Рихтер — О жилковании надкрылий жуков // Энтомол. обозр., 1935, том 26. С. 25-58.
- А. А. Рихтер — Златки (Buprestidae) — часть 2 // Фауна СССР. Жесткокрылые, т. 13, вып. 2. М.-Л., 1949. 257 с. 2 цветн. табл. [трибы Antaxiini, Kisanthobiini, Melanophilini]
- А. А. Рихтер — Златки (Buprestidae) — часть 4 // Фауна СССР. Жесткокрылые, т. 13, вып. 4. М.-Л., 1952. 234 с. 2 цветн. табл. [трибы Ancylocheirini, Capnodini, Buprestini, Chrysobothrini]